# Rattler

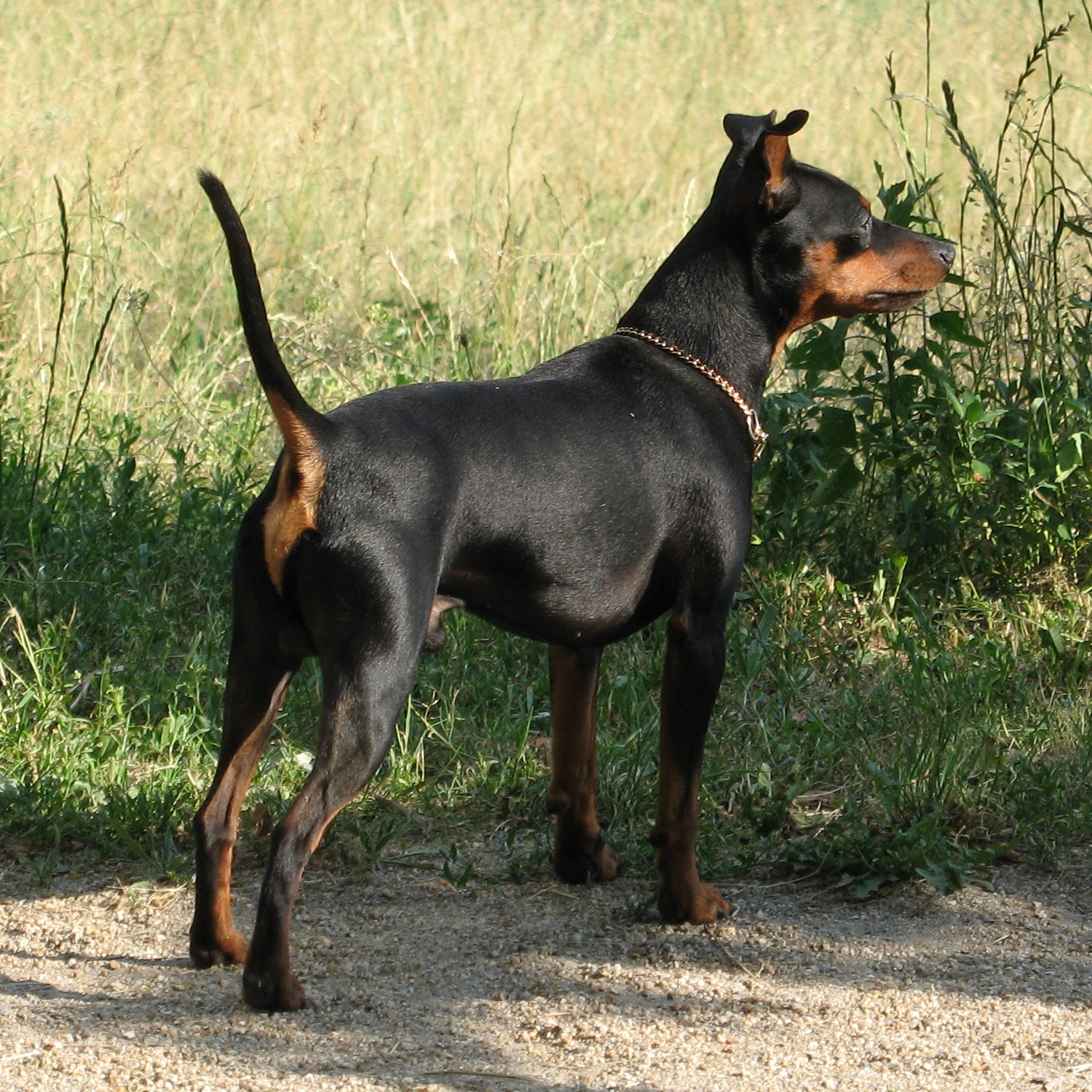
Zwergpinscher

Rattler sind kleine bis mittelgroße Hunde, die ursprünglich als Rattenfänger verwendet wurden. Sie wurden als Stallhunde gehalten, um Haus und Hof frei von Nagern wie Ratten und Mäusen zu halten. Auch Hunderassen, die aus diesen Gebrauchshunden hervorgegangen sind, werden als Rattler bezeichnet, unabhängig davon, ob sie als Stallhunde gehalten oder als Rattenfänger verwendet werden.
Im engeren Sinn kann sich die Bezeichnung auf den Deutschen Pinscher beziehen, für den oft Stallpinscher oder Rattler synonym verwendet wurden. Aber auch die Hunde, aus denen später (ab 1923) die Rasse Österreichischer Kurzhaarpinscher entstand, wurden bis zum Anfang des 20. Jahrhunderts in Österreich nur nach ihrer Verwendung als Rattler bezeichnet.
Als Rattler werden oder wurden zum Beispiel verwendet: Kleine Terrier wie der Jack Russell Terrier, der Parson Russell Terrier, der Prager Rattler, der Rat Terrier oder der Yorkshire-Terrier, kleine Pinscher und Schnauzer, der Affenpinscher, der Dansk-Svensk Gårdshund, Hollandse Smoushond oder die spanischen Ratonero-Rassen.
Jaroslav Hašek, der sich selbst als Hundehändler betätigte, hat dem Rattler (bzw. Stallpinscher) durch seinen mit Hunden handelnden Protagonisten Schwejk ein literarisches Denkmal gesetzt.
Auch in Franz Kafkas nachgelassenen Schriften (NSF I 412) wird der Rattler erwähnt.